# John W. Randall
Pour les articles homonymes, voir Randall.
John Witt Randall est un médecin et un carcinologiste américain, né en 1813 et mort en 1892.
Ce médecin de Boston devient membre de l’Academy of Natural Sciences of Philadelphia en 1837 où il présente en 1840 son unique communication. Il y décrit 36 nouvelles espèces de décapodes rapportées par Thomas Nuttall (1786-1859) et John Kirk Townsend (1809-1851) de la côte ouest des États-Unis d'Amérique et des îles Sandwich.